# Eustiromastix guianae
Eustiromastix guianae är en spindelart som beskrevs av Lodovico di Caporiacco 1954. Eustiromastix guianae ingår i släktet Eustiromastix och familjen hoppspindlar. Inga underarter finns listade i Catalogue of Life.